# Frederick Townsend Ward
Frederick Townsend Ward (29 tháng 11 năm 1831 - 22 tháng 9 năm 1862) là một thủy thủ và lính đánh thuê  người Mỹ nổi tiếng tham gia vào chiến trường Trung Hoa giữa Thái Bình Thiên Quốc và nhà Thanh cùng Anh quốc và Pháp. Ông là người sáng lập và là chỉ huy đầu tiên của Thường Thắng Quân, đóng góp rất lớn cho nhà Thanh trong việc dập tắt phong trào nổi loạn của quân Thái Bình Thiên Quốc. Ông đã tử trận tại trận chiến với quân Thái Bình năm 1862 ở tuổi 31.

## Nghiên cứu thêm
- Cahill, Holger  Yankee Adventurer (1930)
- Carr, Caleb Devil Soldier: The Story of Frederick Townsend Ward.  Random House (1992). ISBN 978-0-679-41114-7.
- Macgowan, D. J. Memoirs of Generals Ward, Burgevine and the Ever-Conquering Legion.
- Smith, Richard J. Mercenaries and Mandarins: The Ever-Victorious Army in Nineteenth Century China. (1978)
- Spence, Jonathan D. God's Chinese Son, The Taiping Heavenly Kingdom of Hong Xiuquan. W. W. Norton & Company (2002). ISBN 978-0-393-31556-1.
- Spence, Jonathan D. To Change China: Western Advisers in China Penguin Books, 2002. ISBN 978-0-14-005528-3